# The Winged Idol
The Winged Idol è un film muto del 1915 diretto da Scott Sidney.

## Produzione
Il film fu prodotto dalla Kay-Bee Pictures e dalla New York Motion Picture.

## Distribuzione
Distribuito dalla Triangle Distributing e presentato da Thomas H. Ince, il film uscì nelle sale cinematografiche degli Stati Uniti il 19 dicembre 1915.